# Gilberto Alzate Avendaño
Pour les articles homonymes, voir Alzate et Avendaño.
Gilberto Alzate Avendaño, né le 10 octobre 1910 à Manizales et mort le 26 novembre 1960 à Bogota, est un avocat, journaliste et homme politique colombien, dirigeant de divers groupes dissidents du parti conservateur colombien. À travers le groupe Acción Nacionalista Popular qu'il dirigeait, il prétendait représenter des idéaux se rapprochant du nationalisme et du bolivarisme interprétées par les membres du groupe d'intellectuels d'extrême-droite et réactionnaires nommé les Léopards.

## Distinctions
- Grand-croix de l'ordre d'Isabelle la Catholique